# Tomás Saleh
Tomás Saleh (Baabdat, Líbano 3 de mayo de 1879 - Mardin, Imperio otomano, 18 de enero de 1917) sacerdote capuchino, mártir en armenia, víctima del genocidio armenio por el Imperio Otomano como parte de la persecución a los cristianos en la época que los armenios llaman o el "Gran Mal" (Medz Yeghern) y beato. Nació bajo el nombre de Jirays Haná Saleh. 

## Primeros años
Fue el quinto de una familia de seis hijos de Hanna Tanous Saleh, y Grace Marei. Fue bautizado el 11 de mayo en la Iglesia de Santa Gracia. El 28 de abril de 1895, entró con su primo, y futuro beato Leonardo Melki, al Seminario de franciscano de los hermanos menores capuchinos de San Esteban, cerca de Constantinopla.
Como novicio, le fue impuesta la túnica capuchina el 2 de julio de 1899 y 2 de julio de 1900 hizo sus primeros votos. Fue enviado a continuar sus estudios de filosofía y teología en el monasterio de Budja, cerca de Esmirna, donde fue ordenado sacerdote el 4 de diciembre de 1904. 

## Trayectoria
Fue enviado misionero con el hermano capuchino Leonardo a Irán el 23 de abril de 1906. Luego pasó su vida apostólica en las ciudades de Mardin, Harpout, donde sirvió a su ministerio sacerdotal, la enseñanza y administración escolar, el pastoreo de la juventud y la guía de la Tercera Orden franciscana. 
En 1910 fue trasladado a Diyarbakir, junto con otros misioneros de donde fueron expulsados el 22 de diciembre de 1914 con rumbo al monasterio capuchino de Urfa, donde se refugiaron, debido a la crítica situación política.
En Urfa se enfrentó valientemente entre 1915 y 1916, serias limitaciones y peligros, pero, aun así, continuó ejerciendo su apostolado misionero, y soportó durante dos años el acoso de los soldados y sobrevivió a dos grupos de víctimas de masacres de cristianos en la ciudad.
Un registro policial también permitió el hallazgo en el convento a un sacerdote armenio, que fue detenido el 24 de septiembre de 1916 y supuestamente un pequeño revólver, que una versión dice que fue colocado allí por los mismos agentes. Los dos hechos determinaron su sentencia de muerte.
El 4 de enero de 1917 fueron detenidos, sufriendo todo tipo de violencias y malos tratos, y encerrado en prisiones infectadas de tifus, donde diciendo "Ven rápido, tráeme la comunión", el padre Patricio compañero de martirio, le dio la última unción y el padre Tomás murió exhausto consecuencia de las torturas, el 17 de enero de 1917 en Marache Turquía. Sus últimas palabras fueron "Tengo total fe en Dios, no temo la muerte".

## Beatificación
En Beirut, Líbano, el 4 de junio de 2022, se celebró el rito de beatificación para Tomás Saleh, y Leonardo Melki, sacerdotes capuchinos asesinados “in odium fidei” durante la persecución a los cristianos por parte del Imperio Otomano en la península de Armenia entre 1914 y 1917.
En celebración eucarística que incluyó el rito de beatificación presidido por el cardenal Marcello Semeraro, Prefecto del Dicasterio para la Causa de los Santos, mismo que fue enviado el Santo Padre Francisco para la proclamación de la Carta Apostólica en la cual, proclama beatos a los dos frailes capuchinos y “misioneros heroicos del Evangelio de Jesucristo”, fijando su memoria litúrgica el 10 de junio.
El "odium fidei" (odio a la fe cristiana por sus perseguidores), causa imprescindible para establecer el carácter como causa de martirio cristiano, es visible en postulados para beatos ya que insistentes pedidos a los presos de convertirse al islam, renunciando a su fe para salvar su vida. La particular ferocidad practicada con los prisioneros indica también un profundo odio de los perseguidores hacia los que dan testimonio de la fidelidad a Cristo.
La celebración tuvo lugar en el convento de las Hermanas Franciscanas de la Cruz de Jal el-Dib, lugar que fue hospital para enfermos psiquiátricos del Líbano fundado por hermano capuchino y beato Santiago Ghazir, 
Asistieron a la celebración más de 4.000 fieles cristianos, así como autoridades de las iglesias de rito maronita, el Patriarca de los Maronitas, su beatitud el cardenal Béchara Boutros Raï OMM, de la Iglesia melquita, Iglesia armenio-católica, siria-católica, caldea católica y del rito latino Mons. César Essayan OFM, Vicario Apostólico de Beirut.
Otras autoridades eclesiásticas asistieron, como el cardenal, numerosos obispos, y el Postulador General Antoine El Haddad OFM quien condujo y concluyó el trabajo de reunir los documentos y los testimonios requeridos para tal efecto.